# Plitvička Jezera

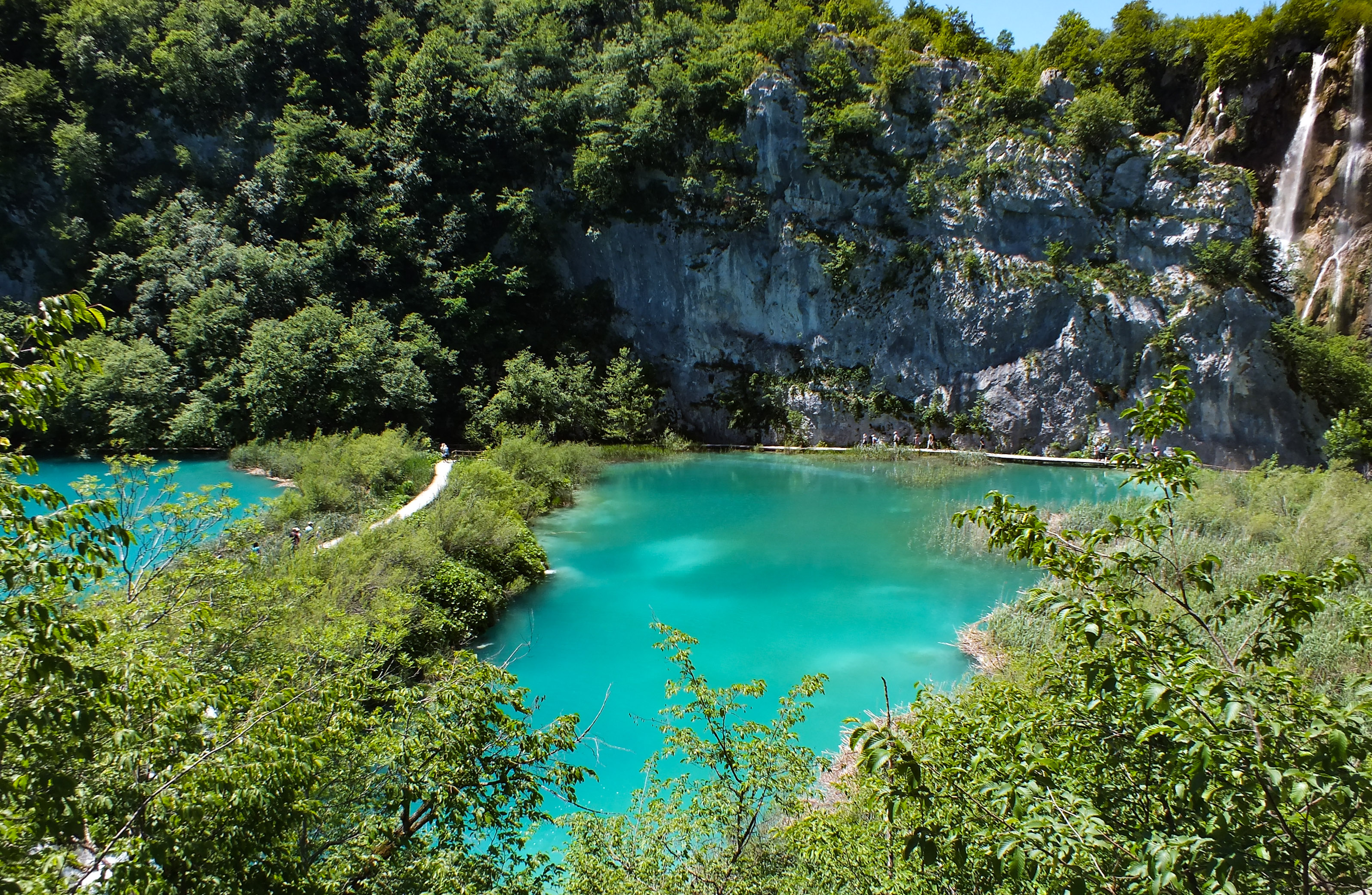
Plitvička Jezera

Plitvička Jezera (Letterlijk "Meren van Plitvice"; Duits: Plitvicer Seen) is een gemeente dicht bij het Nationaal park Plitvicemeren in de provincie Lika-Senj in Kroatië.
De gemeente telt 4668 inwoners (2001).

## Indeling gemeente
De gemeente Plitvička Jezera bestaat uit de volgende dorpen:
- Čujića Krčevina
- Jezerce
- Končarev Kraj
- Korana
- Korenica
- Plitvica Selo
- Plitvički Ljeskovac
- Poljanak
- Prijeboj
- Rastovača
- Sertić Poljana
- Smoljanac

Steden (gradovi): Gospić · Novalja · Otočac · Senj

Gemeenten (općine): Brinje · Donji Lapac · Karlobag · Lovinac · Perušić · Plitvička Jezera · Udbina · Vrhovine